# 非索非那定
非索非那定（INN：fexofenadine）是一种第二代抗组织胺，为长效的具选择性的口服强效抗過敏反应药，如過敏性鼻炎和蕁麻疹。商品名有艾來錠（Allegra）等，劑型為60mg，120mg或180mg錠劑。
從治療角度來看，非索非那定是一種周邊選擇性組織胺H1受體阻滯劑，屬第二代抗組織胺藥，比第一代的更不易通過血腦屏障，而因此引起較少的鎮靜作用。
此藥物於1979年取得專利，並於1996年獲准用作醫療用途。它已列入世界衛生組織基本藥物標準清單之中。非索非那定從2011年起已有其通用名藥物於市場上流通。美國自2011年起有非索非那定的非處方藥在市面銷售。英國英國藥監局（MHRA）於2020年12月允許將非索非那定作為非處方藥銷售。此藥物於2022年在美國最常使用處方藥中排名第第257，開立的處方箋數量超過100萬份。

## 醫療用途
非索非那定用於緩解季節性過敏性鼻炎和蕁麻疹等過敏症狀（包括慢性蕁麻疹）。它無法將前述病症治愈，而是預防這類過敏性鼻炎和慢性特發性蕁麻疹惡化，並減輕與這些疾病造成的相關症狀，如反覆打噴嚏、流鼻涕、眼睛或皮膚瘙癢以及全身疲勞感。在2018年發表的一篇綜述中，非索非那定與左西替利嗪、地氯雷他定和西替利嗪一起被認為是遺傳性長QT綜合症患者可安全使用的藥物。

### 療效
非索非那定在治療過敏性鼻炎方面，與西替利嗪的療效相似，但非索非那定引起的嗜睡現象較輕微。研究顯示非索非那定抑制組織胺誘導的風團和紅斑反應（蕁麻疹反應）的程度顯著大於氯雷他定或地氯雷他定的，但略低於左西替利嗪的。
每天服用超過120毫克的非索非那定似乎不會增加其對過敏性鼻炎的療效。

## 副作用
使用此藥物後最常見的副作用有頭痛、背痛、肌肉痛、瞳孔縮小、噁心、嗜睡和經痛。焦慮和失眠很少見。臨床試驗中最常見的副作用有6至11歲兒童中出現的咳嗽、上呼吸道感染、發燒和中耳炎，以及6個月至5歲兒童中出現的疲勞感。

## 過量
使用非索非那定的安全性甚佳，即使攝入推薦劑量的10倍也不會出現對心血管系統或神經系統有任何不良影響。人體研究的劑量範圍從單次服用800毫克到每天服用兩次690毫克，持續一個月，與使用安慰劑者作對照，並未出現臨床上顯著的不良反應。在小鼠進行的測試中，即使在體重5,000毫克/公斤的劑量之下，也沒導致死亡，而這劑量相當於成人推薦劑量的110倍。如發生過量使用情況，建議採取支持性措施。理論上，在過量時可能會出現頭暈、口乾和/或嗜睡，通常是副作用被加劇的情況。血液透析似乎不能有效從人體去除非索非那定。

## 特定群體

### 懷孕
雖然目前並無個體於懷孕期間使用非索非那定，對於胎兒的安全有顧慮。但個體在決定懷孕期間是否要使用時，仍需權衡其對健康和福祉的益處以及對個體本身或胎兒的任何可能風險，其中一些風險可能取決於懷孕的週數。 醫生將能夠協助做出有關治療的決定。

### 母乳哺育
目前可用的資訊非常有限，但顯示只有極少量的藥物會進入母乳。因此不太可能對嬰兒產生任何副作用。

## 藥理學

### 藥效學
非索非那定是一種周邊選擇性組織胺H1受體阻滯劑。可阻止組織胺激活H1受體，而預防與過敏症狀相關的症狀發生。非索非那定屬於第二代抗組織胺，不會通過腦血管障壁，不像第一代抗組織胺藥（如苯海拉明）般容易通過血腦屏障，因此不容易引起嗜睡等副作用。一般來說，非索非那定於攝取後需要大約一小時才發生作用（但可能會受到使用劑型和同時進行飲食的影响）。
非索非那定是特芬那定（terfenadine）衍生而來的活性代謝物，且非索非那定的兩種鏡像異構物均可顯現效力相當的抗組織胺作用.
非索非那定也不表現出如抗膽鹼劑、多巴胺拮抗劑、血清受體拮抗劑、腎上腺素受體α1A或β-腎上腺素能受體阻斷作用。

### 藥物動力學
- 吸收: 口服給藥後，最大血藥濃度在2-3小時後發生。服用非索非那定時不應同時攝取高脂食物，因為這會將血液中非索非那定的平均濃度降低20-60%（根據藥物形式 - 片劑、口崩片或懸浮而定）[5]。
- 分布: 非索非那定與血漿蛋白結合率為60-70%，主要與白蛋白結合[5]。
- 代謝: 非索非那定是CYP3A4的基質，但只有約5%由肝臟代謝，表明藥物在體內清除中，肝臟的作用相對較小[5]。
- 排泄: 大部分藥物以原形通過糞便 (80%) 和尿液 (11-12%) 排出人體[5]。

## 交互作用
果汁類飲料會影響藥物的吸收及降低藥效，不應與蘋果汁、橙汁或葡萄柚汁一起服用，因為它們可能會降低藥物的吸收率。葡萄柚汁可以顯著降低非索非那定的血藥濃度，應該避免一起服用。含有鋁或鎂的抗酸藥不應在服用非索非那定後的15分鐘內服用，因為藥物的吸收率會因此降低近50%。這不是由於pH值發生變化（實際上當鹼性pH值升高時，吸收率將會增加），而是由於與非索非那定上帶電荷/極性部分會形成金屬絡合物。如同研究人員 Shehnaza 等人 (2014) 所提出，該帶電荷/極性部分的多個位點（包括哌啶氮、羧酸 (-COOH) 基團和兩個羥基 (-OH) 基團）被認為是造成這種相互作用的原因。
另外，酮康唑（抗黴菌藥物）或者红霉素（抗生素）若與非索非那定同時服用，會增加血液中非索非那定的濃度，但並不會影響QT間期。這種作用的可能原因與運輸相關的影響有關，特別是涉及p-糖蛋白 (p-gp)。紅黴素和酮康唑都是p-gp的抑制劑，而p-gp是一種參與阻止非索非那定腸道吸收的轉運蛋白。當p-gp受抑制時，非索非那定會被身體吸收更多，而讓其於血漿中的濃度較高。

## 歷史
研究人員發現較早推出的抗組織胺藥 - 特非那定會在人體中代謝為相關的羧酸（即非索非那定）。研究發現非索非那定保有母體藥物的全部生物活性，而在使用者身上產生的不良反應更少，特非那定因而被其代謝產物（即非索非那定）所取代。非索非那定最初由位於美國馬薩諸塞州的生物技術公司Sepracor於1993年成功合成。，Sepracor隨後將開發權出售給德國赫斯特公司（此公司後來併入賽諾菲）。此藥物於1996年獲得美國食品藥物管理局 (FDA) 批准用於醫療用途。
FDA於2011年1月批准非索非那定以非處方藥形式在美國銷售，賽諾菲所產的非處方藥於2011年3月在美國上市。英國英國藥監局 (MHRA) 於2020年12月允許將非索非那定作為非處方藥銷售。

## 社會與文化

### 品牌名稱
非索非那定在全球以許多品牌名稱銷售。
截至2017年1月，它與偽麻黃鹼組成複方藥，以不同品牌名稱，如Alerfedine D、Allegra-D、Allergyna-D、Allevia、Altiva-D、Dellegra、Fexo Plus、Fexofed、Fixal Plus、Ridrinal D、Rinolast D、Telfast D和Treathay等在市場上銷售。
截至2017年1月，它與孟魯司特組成複方藥，以Fexokast、Histakind-M、Monten-FX、Montolife-FX、Montair-FX 和 Novamont-FX等品牌名稱銷售。